# Dirphya argyrostigma
Dirphya argyrostigma är en skalbaggsart. Dirphya argyrostigma ingår i släktet Dirphya och familjen långhorningar.

## Underarter
Arten delas in i följande underarter:
- D. a. argyrostigma
- D. a. transvaalica
- D. a. mozambica